# Kubai rakétaválság

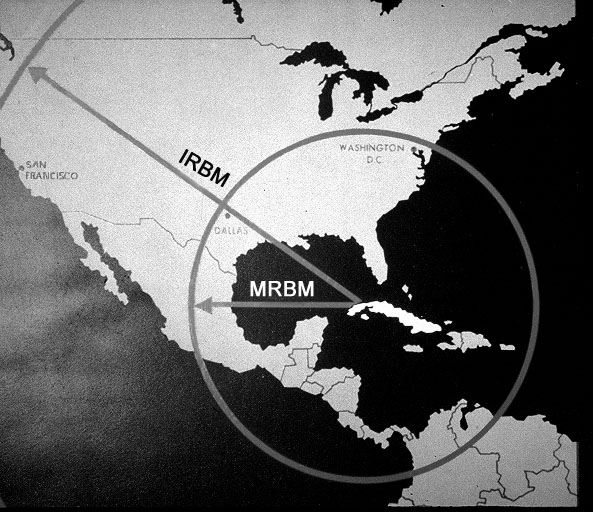
A Kubából indítható szovjet közepes hatótávolságú ballisztikus rakéták (SS-4 és SS-5) hatótávolsága

A kubai rakétaválság a Szovjetunió és az Amerikai Egyesült Államok közti külpolitikai konfliktus volt, amely a Kubába telepített szovjet atomrakéták miatt alakult ki.
A válság 1962. október 14-én kezdődött és október 28-áig tartott. Talán ez volt a hidegháború  „legforróbb” pontja, ekkor állt a világ a legközelebb egy atomháború kirobbanásához.

## Előzményei

### Kuba
1959-ben Fulgencio Batista, az Egyesült Államok által támogatott diktátor elmenekült Kuba szigetéről. Röviddel ezután, Eisenhower elnöksége alatt az Egyesült Államok megkezdte kubai emigránsok kiképzését a CIA vezetésével Fidel Castro kormányának megdöntésére. Szabotázsakciókat, kisebb légitámadásokat hajtottak végre Kuba ellen, melyekben amerikai pilóták is részt vettek.
1961-ben már Kennedy elnök volt az, aki hozzájárult a kubai emigránsok partraszállásához a Disznó-öbölben, ám az akció csúfos kudarcba fulladt. Fidel Castro, a forradalmárok vezetője először védelmi miniszter, majd később miniszterelnök lett és egyszemélyi diktatúrát épített ki, a puccskísérlet hatására pedig végleg a Szovjetunió mellé állt. A fiaskó után az USA Mongúz-hadművelet fedőnéven sikertelen propagandakampányt folytatott a kubai rendszer destabilizálására, amely még a rakétaválság kirobbanásakor is javában tartott.

### Amerikai rakéták a keleti blokk körül
A hidegháborús fegyverkezési verseny keretében az Egyesült Államok a szovjeteket fenyegető rakétákat telepített Nagy-Britannia, Olaszország és Törökország területére. (Hatvan Thor nagy hatótávolságú ballisztikus rakétát telepítettek a brit Nottingham városa mellé; harminc Jupiter közepes hatótávolságú ballisztikus rakétát az olasz Gioia del Colle közelébe és tizenöt Jupitert a török İzmir környékére.) Ezek a rakéták közvetlenül is fenyegették a Szovjetunió nyugati területeit. A szovjet fél mindezt nem hagyhatta figyelmen kívül.
Nyikita Szergejevics Hruscsov, az SZKP főtitkára és a szovjet pártvezetőség 1959-ben arra a következtetésre jutott, hogy egy jövőbeli háborút nagyrészt nukleáris fegyverekkel vívnának meg. Ebben az évben alapították meg a szovjet Stratégiai Rakéta Haderőt is. Hruscsov vezetése alatt a szovjet kormány egyre inkább militarista beállítottságú lett, nem kis részben az új Kennedy-kormány politikája és fegyverkezési programja miatt.

## A szovjet stratégia
A szovjet rakétatechnológia a közép-hatótávolságú ballisztikus rakéták terén felvehette a versenyt a nyugattal, ám az interkontinentális ballisztikus rakéták fejlesztése még nem jutott el az amerikaiak szintjére. A szovjetek úgy gondolták, hogy 1970 előtt nem is fogják Amerikát utolérni az interkontinentális rakéták számában, viszont a közepes hatósugarúak terén már akkor is egyenlő félként tudnak az amerikai fenyegetéssel szembenézni, ha ezeket Kubába telepítik. A 2000 km hatósugarú kubai telepítésű közepes hatótávolságú rakéták akár Washingtont is elérhették és az amerikai stratégiai bombázók atomfegyverekkel felszerelt bázisainak a felét is fenyegethették. Ilyen távolságnál egy rakéta átlagos repülési ideje kilenc perc körüli. Az amerikaiak figyelmeztető radarrendszere a Szovjetunió felé nézett, így kevés figyelmeztetést adhatott volna egy kubai indítású rakétáról.
Hruscsov ezt a tervet 1962 májusában dolgozta ki, és július végére már több mint hatvan szovjet hajó tartott Kuba felé – ezeknek egy része katonai felszerelést szállított. John McCone, a CIA igazgatója arra figyelmeztette Kennedy elnököt, hogy ezek a hajók nagy valószínűséggel rakétákat szállítanak, de egy megbeszélés során John és Robert F. Kennedy, az elnök fivére és egyben igazságügy-miniszter, Dean Rusk külügyminiszter és Robert McNamara hadügyminiszter úgy döntöttek, hogy a szovjetek ilyesmivel nem próbálkoznának.
A szovjetek rövid és közepes hatótávolságú ballisztikus rakétákra szerelt atomfegyvereket telepítettek a Fidel Castro vezetése alatt álló Kubába, mindössze kétszáz kilométerre a floridai partoktól. Castro a szovjetek támogatását kereste, miután kapcsolata jelentősen megromlott az Egyesült Államokkal azután, hogy államosította a kubai amerikai magántulajdonokat és hogy a CIA támogatásával disszidens kubaiak a Disznó-öbölben 1961-ben megpróbáltak partra szállni. A szovjeteknek két okuk is volt a rakéták Kubába telepítésére: egyrészt meg kívánták védeni az új kommunista országot egy amerikai vagy amerikaiak által támogatott újabb inváziótól, másrészt a hatalmi egyensúlyon kívántak változtatni azzal, hogy amerikai városokat a szovjet rakéták hatótávolságán belülre hozzák.

## Az U-2 felderítő repülései

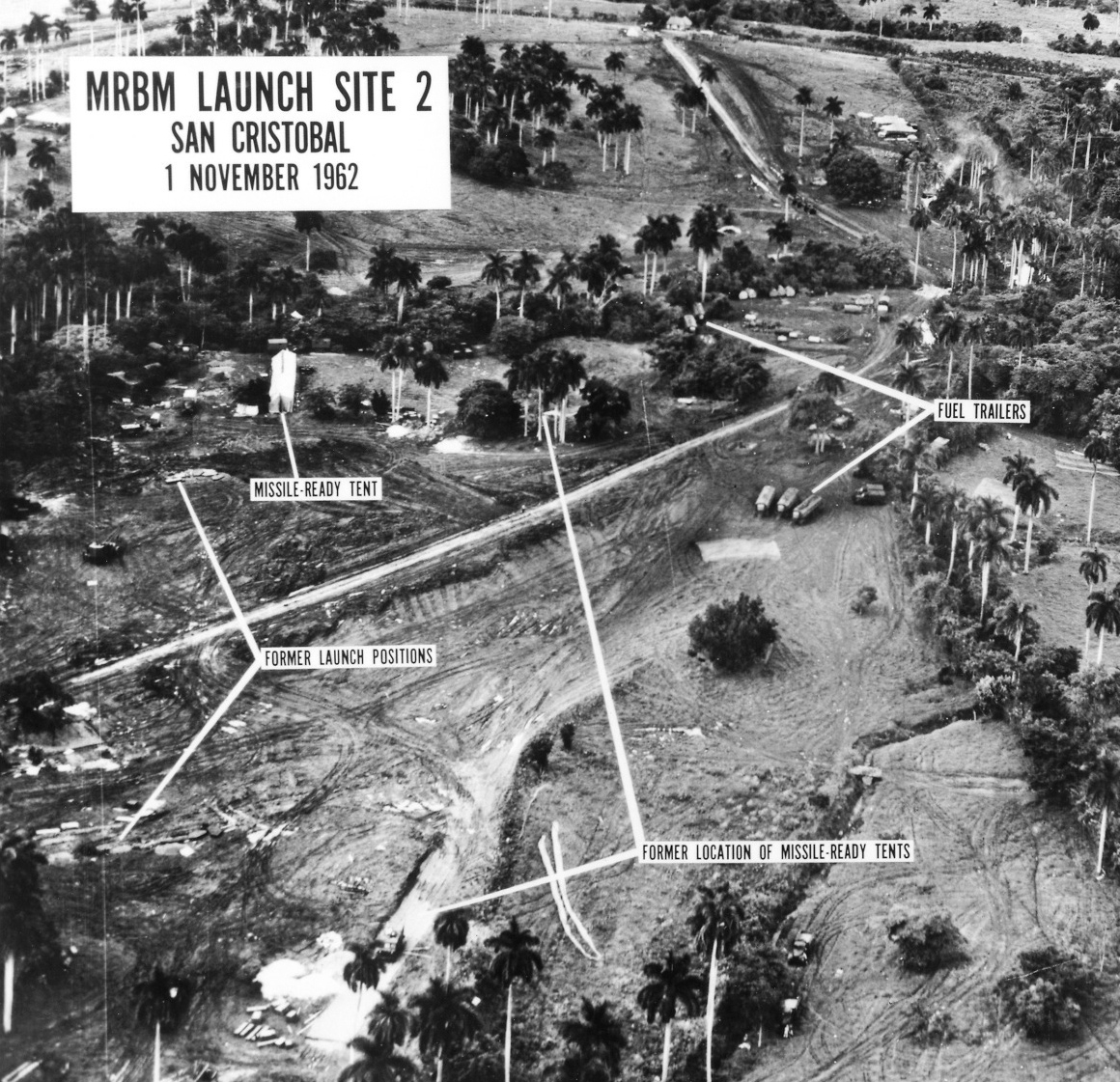
Az egyik U-2 felvétel a kubai telepítésű szovjet atomrakétákról

1962. augusztusának végén egy U–2 típusú kémrepülő által végrehajtott felderítőrepülés során készült fényképekből kiderült, hogy Kubában új föld-levegő rakétatelepeket építenek. Szeptember 4-én Kennedy elnök mégis úgy számolt be a kongresszusnak, hogy Kuba területén nincsenek támadó jellegű rakéták. Szeptember 8-ának éjszakáján rakodták ki az első R–12 Dvina (NATO-kódja: SS–4) közepes hatótávolságú ballisztikus rakétákat Havanna kikötőjében. A második szállítmány szeptember 16-án érkezett. A szovjetek kilenc indítóállás – hat R–12 és három R–14 (SS–5) – építéséhez kezdtek hozzá, ez utóbbi hatótávolsága 4000 km volt. A tervezett arzenál negyven indítóállvány lett volna, ami 70%-kal növelte volna a szovjetek kapacitását az első csapásra.
Az amerikaiak csak egy október 14-i U–2 repülés alkalmával vették észre a San Cristóbal mellett épülő SS-4 indítóállást. Október 19-ére az addigra már szinte folyamatos U–2 felderítőrepülések már négy harcképes indítóállást találtak. Eredetileg az amerikai kormány mindezt titokban tartotta, és csak a vezetés 14 legmagasabb rangú tagja tudott az eseményekről. Nagy-Britanniát csak október 21-én este tájékoztatták.
Kennedy elnök október 22-én televíziós beszédében jelentette be a létesítmények felfedezését és kijelentette, hogy egy Kubából induló támadást úgy fognak venni, mintha az a Szovjetunióból indulna, és ennek megfelelően is fognak válaszolni. Emellett Kuba szigetét haditengerészeti karantén (vesztegzár), vagy pontosabban blokád (ostromzár) alá vonta, megelőzendő a további szovjet fegyverszállításokat. A nemzetközi jog értelmezése miatt a blokád kifejezés helyett Kennedy nem véletlenül választotta a karantén kifejezést – Franklin D. Roosevelt elnök 1937-es karantén szónoklatára utalt.

## Az amerikai válasz
Az amerikai kormány többféle válaszlépésen is gondolkodott. Az azonnali bombatámadás kérdését viszonylag hamar elvetették, ahogyan az ENSZ bevonását is, mivel ez utóbbi opció túlságosan sok időbe telt volna. Végül két választási lehetőség közül kellett dönteni: egy tengerészeti blokádot követő ultimátum vagy pedig egy teljes méretű invázió mellett kellett döntenie a vezetésnek. Végül a blokád mellett született döntés, bár többen Kuba megszállása felé hajlottak: például Paul Nitze, Curtis LeMay tábornok és Maxwell Taylor tábornok. Mindazonáltal megkezdődött az invázió előkészítése. Floridában vontak össze csapatokat, bár Kubában több mint 40 000, harcászati nukleáris fegyverrel felszerelkezett szovjet katona állomásozott, így az inváziós haderőnek valószínűleg jelentős nehézségekkel kellett volna szembe néznie. A válság súlyosságát az is tetézte, hogy – mint utólag kiderült – a térségben tartózkodó szovjet tengeralattjárók torpedói nukleáris robbanófejekkel voltak szerelve.
A haditengerészeti blokád is több kérdést vetett fel. Elsősorban a blokád törvényessége volt megkérdőjelezendő – maga Fidel Castro is megjegyezte, hogy a rakéták kubai telepítésében nem volt semmi törvénybe ütköző. A másik komoly kérdés a szovjetek reakciója volt – vajon a válság kiszélesedhet azáltal, hogy a szemben álló felek egyre erősebb válaszlépéseket tesznek?
Kennedy október 22-én egy televíziós beszédében szólt az amerikai néphez (és a szovjet kormányhoz). Az elnök megerősítette a rakéták kubai telepítését és bejelentette, hogy a szigetország köré egy 500 tengeri mérföldes (926 km) karanténzónát jelölt ki. Kennedy arra figyelmeztetett, hogy a katonaság „minden eshetőségre felkészült” és „titoktartásáért és félrevezetéséért” elítélte a Szovjetuniót. Az Egyesült Államokat meglepte az európai szövetségeseitől kapott szilárd bizalom és a nemzetközi közösség maradékának támogatása.
Amikor az elnök nyíltan kritizálta a válsághelyzetet, az egész világot félelem szállta meg. Az emberek a harmadik világháború miatt kezdtek el aggódni, és a nagyobb városokban szinte naponta végeztek atomtámadásra felkészítő polgári védelmi gyakorlatokat.
A rakéták kérdését október 25-én bizonyította be az ENSZ felé Adlai Stevenson amerikai ENSZ nagykövet, amikor U–2-ről készült képeket mutatott be a nemzetközi szervezet rendkívüli ülésén azután, hogy Valerian Zorin szovjet nagykövet letagadta a rakétatelepek létezését.
Hruscsov tudta, hogy a szovjetek hátrányban vannak az amerikaiakkal szemben, és feltehetően a beláthatatlan következményekkel is számolt, ezért aztán igyekezett megbékíteni a Fehér Házat. Október 23-án és 24-én a Kennedynek küldött leveleiben arról próbálta meggyőzni az amerikai elnököt, hogy a kubai rakéták elrettentő szerepet töltenek be, és hogy a Szovjetunió szándékai békések. A szovjetek azonban két különböző ajánlattal fordultak az amerikai kormányhoz – október 26-án azt ajánlották, hogy visszavonják a rakétákat cserébe azért, hogy az Egyesült Államok nem rohanja le Kubát és nem is támogat semmiféle inváziót. A második ajánlatot október 27-én a rádióban olvasták be, amelyben az előző napi követelések mellett a törökországi rakéták visszavonását is kérték.
A válság október 27-én érte el tetőpontját, amikor egy felderítő U-2 gépet lelőttek Kuba felett, egy másikat pedig hajszál híján fogtak el Oroszországban. Ugyanekkor szovjet teherhajók közeledtek a karantén határához. Kennedy a közvélemény előtt elfogadta az első ajánlatot és Robert F. Kennedyt átküldte a szovjet nagykövetségre, hogy ott titokban elfogadja a másodikat is, amely a kevés számú Jupiter közepes hatótávolságú ballisztikus rakéta törökországi kivonását indítványozta. A szovjet hajók visszafordultak és október 28-án Hruscsov nyilvánosan is bejelentette, hogy megparancsolta a kubai atomrakéták eltávolítását. Ez a döntés vezette Dean Rusk külügyminisztert az azóta híressé vált kijelentés megfogalmazására: „Szemtől szembe néztük egymást, és a másik egyszer csak pislogott.” Bár a válság lényegében a „legfelsőbb” szinten oldódott meg, mégis értékelni kell az alacsonyabb szinten állók (pl. tengeralattjáró-parancsnokok) józan belátását is.
November 20-án Kennedy elnök feloldotta Kuba „karanténját”.

## Utórezgések
A döntetlennel végződő válságból valójában a szovjet fél került ki vesztesként. Az egész világ láttára hátrált meg anélkül, hogy sikerült volna megszereznie a jobb stratégiai pozíciót. Hruscsov személyes helyzete is ekkor rendült meg: 1964-es bukása arra is visszavezethető, hogy a Szovjetunió presztízsveszteséget volt kénytelen elkönyvelni, amit a vezetés nem vett jó néven.
Az amerikai hadvezetés szintén nem volt elégedett az eredményekkel. Curtis LeMay azt közölte az elnökkel, hogy szerinte „ez volt történelmünk legnagyobb veresége”, és hogy még aznap meg kell kezdeni az inváziót.
Kuba számára az esemény a szovjetek árulásával végződött, lévén, hogy a válság végét egyedül Kennedy és Hruscsov döntötte el, az egészen 2008 februárjáig regnáló Fidel Castrónak nem volt beleszólása a helyzet alakulásába.
A két szuperhatalom a kubai válság idején ismerte fel végleg, hogy bármikor nukleáris háború törhetett volna ki, így aztán hamarosan megállapodás született a Washington – Moszkva között kiépítendő forródrót megépítéséről, amin keresztül jelentősen meggyorsult a kommunikáció a két fél között, és csökkent az elhamarkodott, ellenőrizetlen lépések lehetősége is, melyek katasztrófával végződhettek volna.
1992 elején végleg bizonyítást nyert, hogy Kuba rendelkezett szovjet taktikai atomfegyverekkel, bár a történtekért felelős szovjet vezérkar munkájában részt vevő Anatolij Gribkov tábornok szerint a kubai szovjet parancsnok (Issza Plijev tábornok) nem kapott engedélyt arra, hogy ezeket bevesse – még akkor sem, ha az Egyesült Államok inváziót indított volna meg Kuba ellen. A Kreml engedélyét nem írták alá és nem is kézbesítették ki.